# German Alekseevič Fëdorov-Davydov
German Alekseevič Fëdorov-Davydov, in russo Герман Алексеевич Фёдоров-Давыдов? (Mosca, 17 luglio 1931 – Mosca, 23 aprile 2000), è stato uno storico, archeologo e numismatico russo, professore all'Università statale di Mosca.

## Biografia
German Fëdorov-Davydov era nato in una famiglia di vecchia nobiltà impoverita, con una tradizione pluri-secolare nel campo delle scienze; uno dei suoi antenati, nel XIX secolo fu rettore della Università statale di Mosca. Il padre, Aleksej Aleksandrovič, era uno storico dell'arte, mentre il nonno, Aleksandr Aleksandrovič, fu il primo insegnante di letteratura per l'infanzia in Russia.
German Fëdorov-Davydov si laureò in archeologia alla facoltà di storia dell'Università statale di Mosca nel 1954. Nel 1969 divenne professore all'Istituto di Archeologia dell'Akademija Nauk SSSR (Accademia delle scienze dell'Unione Sovietica); Le sue tesi di specializzazione e di dottorato furono  Tesori monetari dell'Orda d'Oro (1957), Nomadi dell'Europa orientale dal X al XIV secolo (1966).
German Fëdorov-Davydov è stato un instancabile archeologo sul campo. Dal 1950 ha partecipato costantemente spedizioni archeologiche : Corasmia, Tatarstan, Ciuvascia, Tunisi, Mongolia, Corea del Sud. Dal 1960 al 1990 Fëdorov-Davydov ha diretto le spedizioni archeologiche dell'Università di Mosca e dell'Istituto archeologico nella regione del Volga. Nelle sue pubblicazioni ha chiarito reali e seri problemi storici di turcologia che al tempo erano oscurati. German Fëdorov-Davydov è stato fondamentale per l'organizzazione di scavi su larga scala nella capitale Sarai (Sarai Berke e Sarai Djadid, cioè Saraj nuova e vecchia), e altri centri nella regione del Volga, ottenendo alti risultati scientifici. G. Fëdorov-Davydov continuò le tradizioni dei numismatici orientalisti pre-revoluzionari (Fren, Savel'ev, e altri), contribuendo immensamente all'ampiezza delle conoscenze nel campo, compresa la nascita e lo sviluppo del sistema monetario dell'Orda d'oro.
German Fëdorov-Davydov ha scritto circa 230 tra lavori scientifici e divulgativi, compresi 26 libri. Le sue monografie East European Nomads under rule of Altyn Orda Khans (1966), Social order of Golden Horde (1973), Art of nomads and Golden Horde (1976) sono divenute dei classici per il periodo dell'Alto Medio Evo nelle steppe euro-asiatiche. I suoi testi sono stati pubblicati e ristampati in Inghilterra, Germania, Belgio, Ungheria, Polonia, Estonia; tra gli altri City Culture of the Golden Horde (Oxford, 1984), Städte der Goldenen Horde an der unteren Wolga (Monaco, 1984), Le tresor de Saransk Les Monnaies de la Russie Moskovit 14e et 15e Siècle (Belgio, 1985), Le tresor de Saransk Les Monnaies de la Principaute de Nijegorod. 14-15 Siècles (Belgio, 1992). Un testo famoso Coins tell ("World", 1986, ristampato nel 1990) è stato tradotto anche in marathi e in telugu, due lingue indiane.
Fëdorov-Davydov è stato anche membro dell'Accademia delle scienze della Federazione russa, membro corrispondente dell'Istituto archeologico germanico.

## Pubblicazioni
- City Culture of the Golden Horde (Oxford, 1984)
- Städte der Golden Horde an der unteren Wolga (Monaco, 1984)
- Le tresor de Saransk Les Monnaies de la Russie Moskovit 14e et 15e Siècle (Belgio, 1985)